# NGC 996
NGC 996 (również PGC 10015 lub UGC 2123) – galaktyka eliptyczna (E), znajdująca się w gwiazdozbiorze Andromedy. Odkrył ją Édouard Jean-Marie Stephan 7 grudnia 1871 roku.
W galaktyce tej zaobserwowano supernową SN 1996bq.